# Chenshui He
Chenshui He (kinesiska: 辰水河, 锦江) är ett vattendrag i Kina. Det ligger i provinsen Hunan, i den sydöstra delen av landet, 1 500 km söder om huvudstaden Peking.